# Cruz de Ruthwell

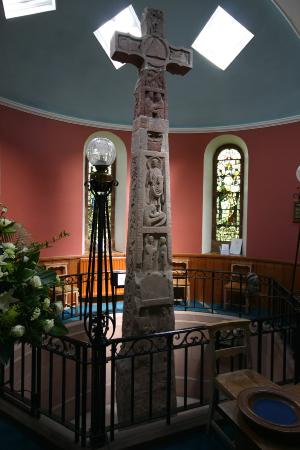
Cruz de Ruthwell.

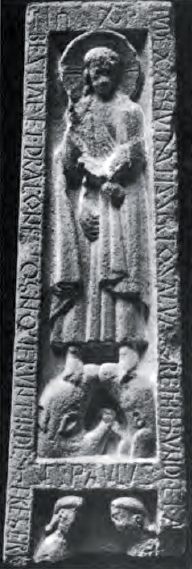
Figura de Cristo de la cara norte.

La cruz de Ruthwell es una cruz de piedra anglosajona del siglo VIII, cuando Ruthwell, en la actual Escocia, formaba parte del reino de Northumbria. Es la escultura monumental anglosajona más famosa y elaborada. La cruz de Ruthwell mide de 5,5 metros y presenta los mayores relieves figurativos anglosajones encontrados jamás. También es poco común su inscripción rúnica, que contiene fragmentos del antiguo poema The dream of the rood, que probablemente es el fragmento de poesía inglesa más antiguo que se conserva, siendo anterior a cualquier manuscrito encontrado con poesía en inglés antiguo. En 1664 la cruz fue deteriorada por iconoclastas presbiterianos y fue restaurada en 1818 por Henry Duncan. La cruz se encontraba en el púlpito pero fue trasladada en 1887 a su ubicación actual tras el altar de la iglesia de Ruthwell, en Dumfriesshire (Escocia), donde se construyó un ábside especial para ella.

## Destrucción y restauración

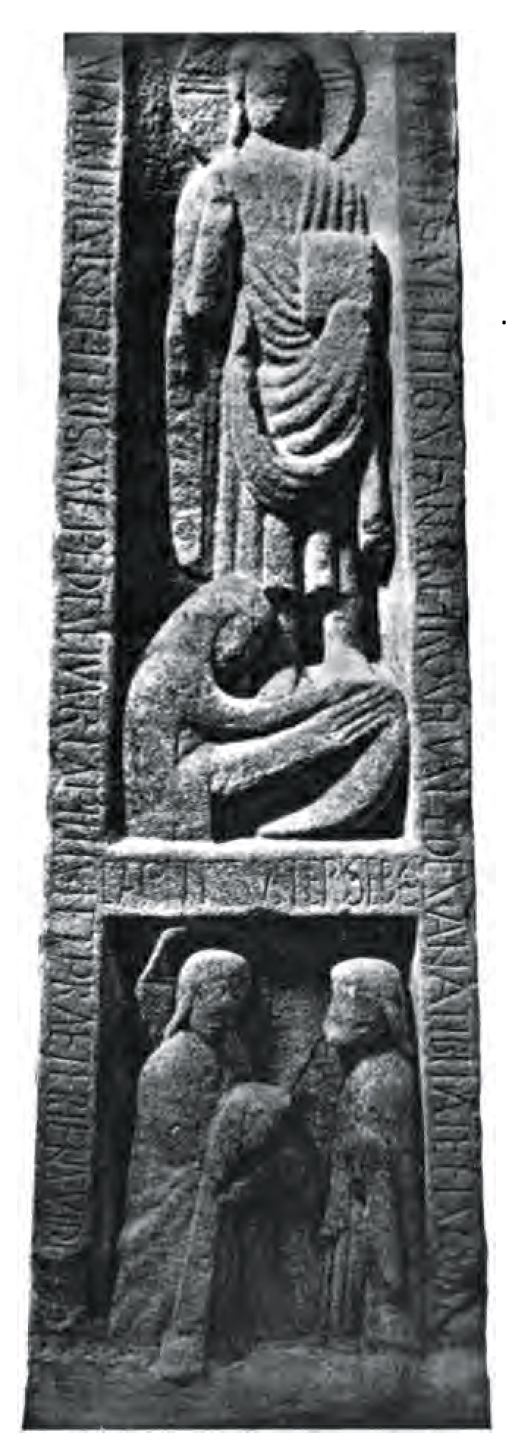
Unción de los pies de Jesus y curación de un ciego, cara sur.

La cruz se yergue en la actual iglesia de Ruthwell, que se construyó alrededor de ella, aunque es probable que originalmente se erigiera en un cementerio o aislada. Escapó dañada al periodo de la destrucción general de imágenes religiosas de la reforma en el siglo XVI, cuando la asamblea general de iglesia de Escocia ordenó "muchos monumentos idólatras construidos para la adoración religiosa deben ser tirados, demolidos y destruidos". No fue hasta dos años después cuando la cruz de Ruthwell fue derribada. Se destrozó la parte superior y algunos de los símbolos que estaban grabados fueron prácticamente borrados. De esta forma se dejó el pilar de la cruz como se había caído, y al parecer fue utilizado como banco para sentarse. Posteriormente fue sacado de la iglesia y tirado en el cementerio adyacente. En 1818 Henry Duncan reunió todos los fragmentos que pudo encontrar, los unió y añadió nuevos travesaños de la cruz, los originales se habían perdido, rellenando los huecos con pequeños trozos de piedra.
La restauración de Duncan es cuestionable. Él estaba convencido de que reconstruía un monumento "papista" (católico), y basó su trabajo en "dibujos de reliquias papistas similares", ignorando su contexto real. Duncan por ejemplo interpretó un raro motivo medieval de Pablo de Tebas y Antonio Abad partiendo pan en el desierto como que probablemente "formaba parte de alguna tradición papista".

## Imágenes

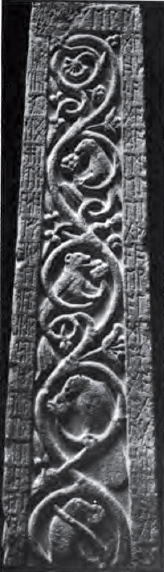
Detalle cara este.

La cruz tiene grabadas varias representaciones de la vida de Jesús, en las caras norte y sur. En la parte superior hay dos representaciones de Juan Bautista, con el águila en la norte, y con el cordero de Dios en la sur. En las caras este y oeste hay grabada una parra con frutos, con animales comiendo. Las inscripciones alrededor de los bordes de las imágenes son un añadido moderno (1823).

## Inscripción

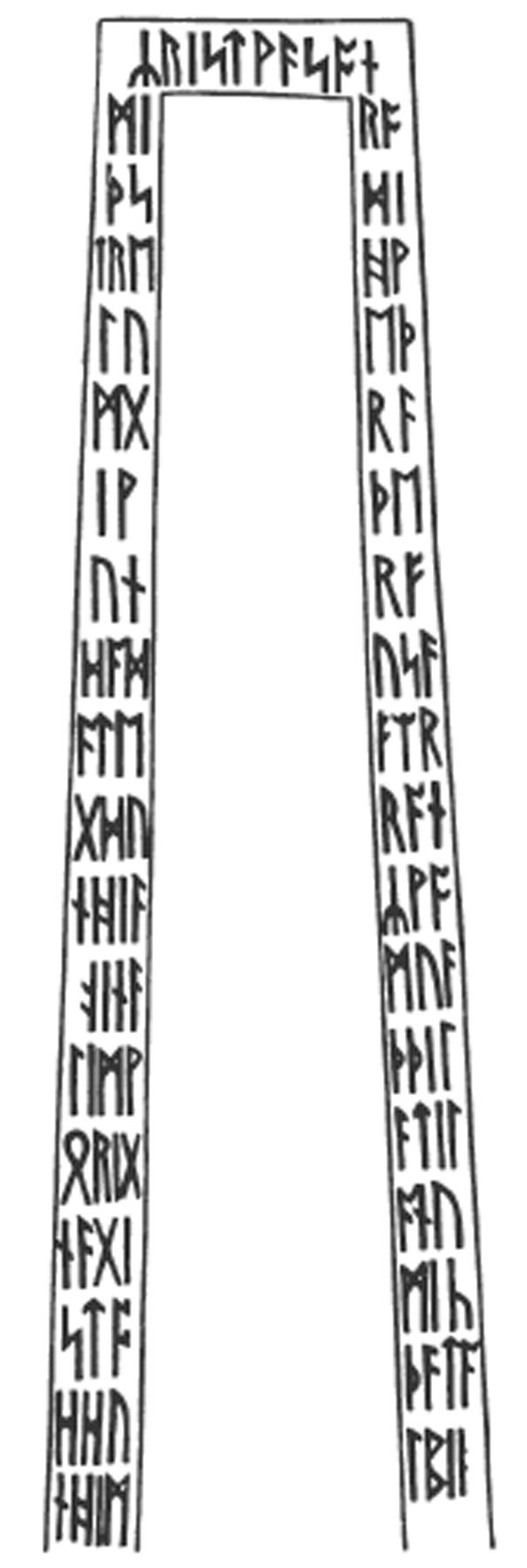
Inscripción original.

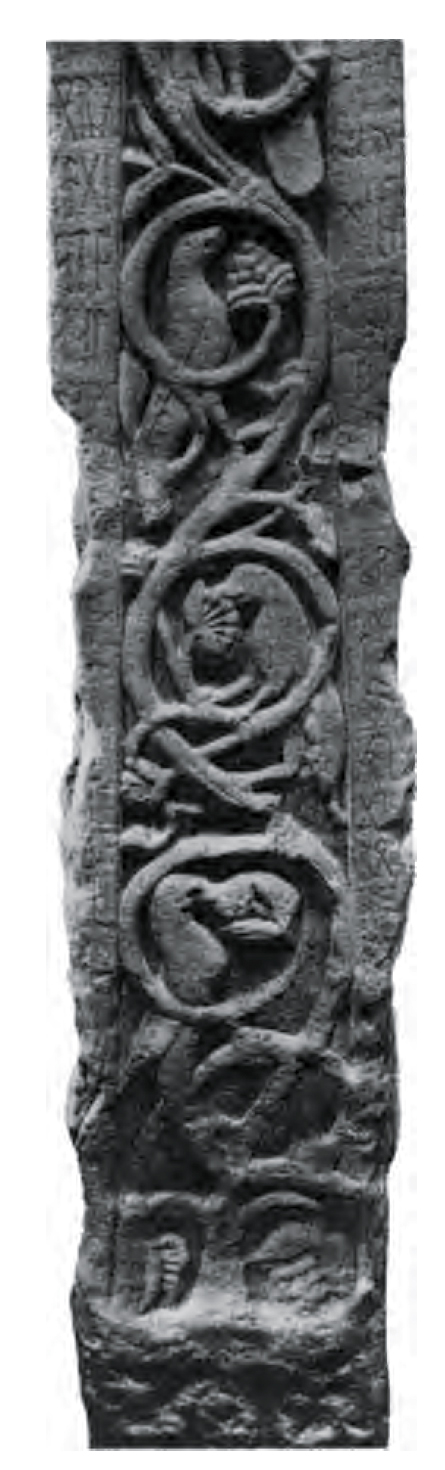
Detalle cara oeste.

Las runas de la inscripción original se describieron por primera vez alrededor de 1600, y Reginald Bainbrigg de Appleby registró la inscripción para la obra Britannia de William Camden. En 1832 al analizarse las runas se vio que eran diferentes a las del futhark escandivavo, catalogándose como runas anglosajonas por Thorleif Repp.
El texto parece referirse a María Magdalena y se ha identificado con el verso The dream of the rood, aunque esta interpretación ha sido objeto de controversia al no coincidir exactamente.

### Transcripción al anglosajón
A: Krist wæs on rodi. Hweþræ'/ þer fusæ fearran kwomu / æþþilæ til anum.
B: ic thæt al bih[eald]
C: Mith strelum giwundad alegdun hiæ hinæ limbwoeringæ gistoddun / at his licæs heafdun

### Traducción
A: Cristo estaba en la cruz. Todavía /Los valientes vienen de lejos / hacia su señor.
B: Yo que todo contemplé.
C: Con las heridas de lanza lo tendieron con los miembros flojos, ellos estaban en pie junto a su cabeza.